# 放蕩息子 (カンタータ)
『放蕩息子』（ほうとうむすこ、仏:  L'Enfant prodigue ）作品L57は、クロード・ドビュッシーが1884年に作曲したカンタータで、叙情的情景（scène lyrique）と銘打たれている。『道楽息子』とも表記される。テキストはエドゥアール・ギナン(Edouard Guinand) によって作成された「ルカによる福音書」の放蕩息子のたとえ話を題材にした劇詩である。この曲によってドビュッシーは3度目の挑戦でようやくローマ大賞を受賞した。

## 概要

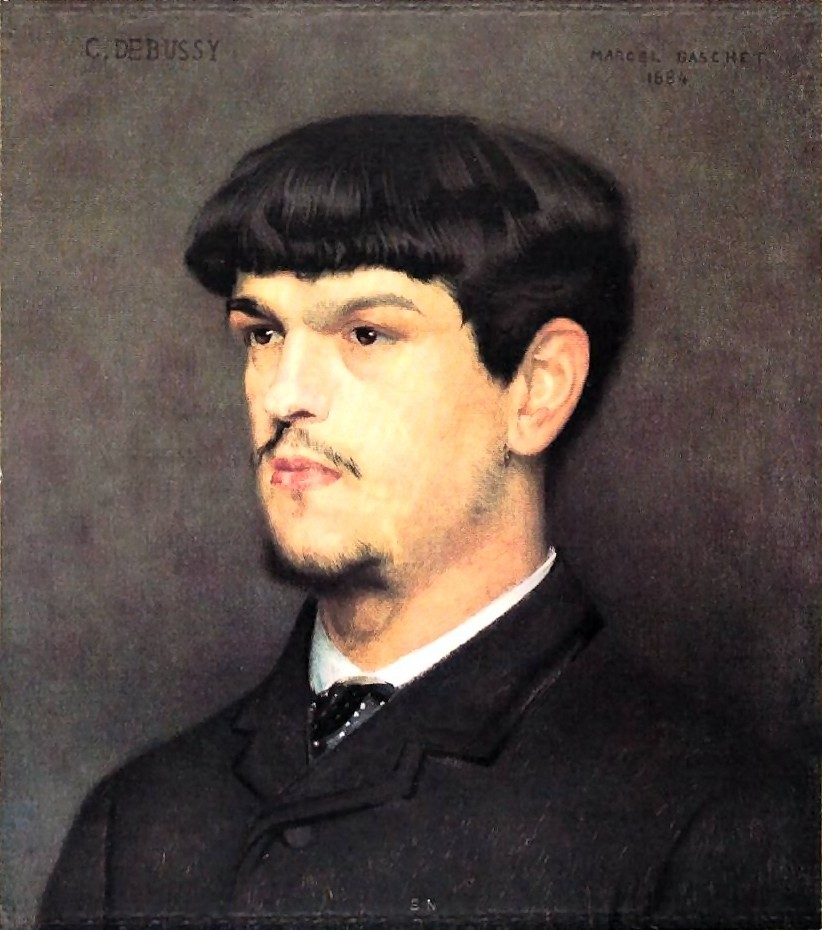
初稿版初演の年、1884年当時のドビュッシー（マルセル・バシェによる肖像画）

初演は1884年6月27日にパリで行われた。初稿版はピアノ伴奏版でローズ・キャロン、エルネスト・ヴァン・ダイク、エミール=アレクサンドル・タスカン (英語)の配役であった。1906年から1908年にかけて改訂版が作成され、こちらは管弦楽伴奏となっているが、ピアノ伴奏版のほうも改訂されている。
ローマ大賞の審査員たちによる評価は「非常に顕著な詩的センス。輝かしく情熱的な色彩、生き生きとして劇的な音楽」というものであった。なお、審査員のなかにはシャルル・グノーとエルネスト・ギローもおり、この二人は本作を強く支持した。また、ドビュッシーにとっては最初の管弦楽付の劇的声楽曲であり、マスネ風の繊細な感覚や情緒の陰影が旋律中にうかがわれるものの、和声などの面に於いて、後に開花するドビュッシー独特の作曲法の萌芽が認められる。
非常に劇的な構成を持っているので、作曲者の死後、1幕物のオペラとして演奏されることもある。

## 登場人物
| 人物名   | 声域     | 原語名 | 役                      | 初演者                     |
| -------- | -------- | ------ | ----------------------- | -------------------------- |
| アザエル | テノール | Azaël  | 若いガリラヤ人 放蕩息子 | エルネスト・ヴァン・ダイク |
| リア     | ソプラノ | Lia    | 放蕩息子の母            | ローズ・キャロン           |
| シメオン | バリトン | Siméon | 放蕩息子の父            | アレクサンドル・タスカン   |

## 楽器編成
- 木管楽器: フルート3、オーボエ2、コーラングレ1、クラリネット2、 ファゴット2
- 金管楽器:トランペット 2、ホルン 4、トロンボーン 3、テューバ1
- 打楽器:ティンパニ 、シンバル、タンブリン
- 弦5部 、 ハープ2

## 演奏時間
約30分。

## 楽曲構成
1. 前奏曲
静謐な夜明け、アザエルの母親リアは遠くから聞こえてくる陽気な歌声に耳を傾ける。オーボエの6連符が田園の長閑さを表す。
2. リアのレシタティフとアリア
リアは「アザエルよ！何故家出などしたのだ」と歌う。ドビュッシー好みのソプラノの歌曲の官能的な響きが特徴的。
3. シメオンのレシタティフ
アザエルの父が現れ、泣き暮れるリアを慰める。
4. 行列と舞踏曲
帰郷したアザエルが遠くから村人たちの祭りで踊る陽気な姿を懐かしそうに見詰める。この場面は次の悲痛な情景と明確な対照をなしている。ハープが多用されたドビュッシーらしいオーケストラにより若々しく魅力的な音楽となっている。
5. アザエルのレシタティフとアリア
アザエルは村人たちの陽気さに自分の同様の過去の姿を想起させられ、後悔の念に苛まれ、今は故郷を前にしてそこに留まる勇気すらないと絶望し、倒れてしまう。オーケストラは比類ない美しさを表している。
6. リアのレシタティフ
祭りでの村人の歌声を聴いていたリアは苦しみと悲しみを込めて歌うが、旅人の男が倒れているのに気づく。やがて、それが自分の息子であると分かって驚く。
7. リアとアザエルの二重唱
アザエルは母の介抱によって意識を取り戻す。2人は感動し、喜びの二重唱を歌う。伝統的なオペラの一場面のような部分だが、非常に感動的な音楽となっている。リアはやってきた夫と召使いたちに息子が戻ったことを伝える。
8. シメオンのレシタティフとアリア
平伏した息子アザエルの許しを乞うリアに応え、シメオンも息子を許し抱擁する。
9. リア、アザエル、シメオンによる三重唱
アザエルは父シメオンに謝罪し、放蕩息子である自分を受け入れてくれた両親と共に感動的な三重唱となる。最後は神への賛歌となって締めくくられる。

## 関連作品
- オベール：グランド・オペラ『放蕩息子（英語版）』 （1850年、L'enfant prodigue）
- ドビュッシー :『放蕩息子』（作曲家自身によるピアノ編曲）
- ドビュッシー : カンタータ『選ばれし乙女』（1888年 、La Damoiselle élue）
- プロコフィエフ：バレエ『放蕩息子』(1928年、 Le Fils prodigue)
- ブリテン オペラ『放蕩息子（英語版）』(1968年、The Prodigal Son)

## 主な録音
| 年   | 配役 アザエル リア シメオン                                                  | 指揮者 管弦楽団 合唱団                                                           | レーベル                               |
| ---- | ---------------------------------------------------------------------------- | -------------------------------------------------------------------------------- | -------------------------------------- |
| 1962 | ミシェル・セネシャル ジャニーヌ・ミショー ピエール・モレ                     | アンドレ・クリュイタンス トリノRAI交響楽団 トリノRAI合唱団                       | CD: Arts Music ASIN: B0009KFAOC        |
| 1981 | ホセ・カレーラス ジェシー・ノーマン ディートリヒ・フィッシャー＝ディースカウ | ガリー・ベルティーニ シュトゥットガルト放送交響楽団 シュトゥットガルト放送合唱団 | CD: Orfeo ASIN: B000028AW9             |
| 2009 | ベルナール・リシュテル ギレーヌ・ジラール アラン・ビュエ                     | エルヴェ・ニケ ブリュッセル・フィルハーモニック フランダース放送合唱団           | CD: Glossa ASIN: B002P9KAV8 （初稿版） |
| 2016 | ロベルト・アラーニャ カリーナ・ゴーヴァン ジャン・フランソワ・ラポワント     | ミッコ・フランク フランス放送フィルハーモニー管弦楽団 フランス放送合唱団         | CD: Warner Classics ASIN: B01MQQIIA0   |